# Bornholm (skib fra 1748)
 For alternative betydninger, se Bornholm (flertydig). (Se også artikler, som begynder med Bornholm)
Fregatten Bornholm blev bygget i 1748 på Gammelholm.
Skibet blev søsat på 15. oktober 1748. I 1761 og 1764 blev Bornholm ombygget. I 1773 blev skibet taget ud af farten.
Længde: 130', bredde: 34', dybde agt: 17' og dybde for: 15'
Skibet sejlede med 332 mands besætningen. Den havde 20 kanoner på 12 pund og 20 kanoner på 8 pund.
Fra 1751 til 1754 var skibet i Ostindien. I 1753 døde kaptajn G. Siverts her. Han blev erstattet af W.O. Willars.
I 1756 ledte han et eskadre i dansk-svensk samarbejde.
Skibet blev i 1773 ophugget.